# Вірменські килими
Вірменський килим — термін, що визначає ворсові та безворсові килими, виткані вірменами починаючи з дохристиянського періоду (до 301 р. н. е.) й до наших днів на території Вірменського нагір'я або за його межами. Вірменське килимарство нерозривно пов'язане з іншими видами декоративно-ужиткового мистецтва вірмен і продовжує традиції національного образотворчого мистецтва. Головною відмінністю вірменських килимів від перських, азербайджанських та інших килимів є використання орнаментальних мотивів зі стилізованими зображеннями тварин і людей. Традиційно у Вірменії килимами вистилають підлоги, укривають внутрішні стіни домівок, дивани, скрині, сидіння і ліжка. Килими досі часто слугують завісами дверних прорізів, ризниць і вівтарів у храмах, ними покривають самі вівтарі у церквах. Килимарство розвивалось у Вірменії з давніх часів і було складовою частиною побуту, оскільки ним займались майже в кожній вірменській родині, при тому, що «килимоткацтво повсюдно було давнім жіночим заняттям вірмен».

## Історія розвитку вірменського килимарства
Вірменське килимарство, яке на початкових етапах за технікою виконання до певної міри збігалося з ткацтвом, пройшло довгий шлях розвитку, починаючи з простих виробів, сплетених на плетільних рамах різної форми до ворсових вузликових килимів, які стали вишуканими творами мистецтва.

### Античність
У 1949 році академіком Руденком під час археологічних розкопок, що проводилися у Гірському Алтаї, у 5-му пазиркському кургані був виявлений килим V століття нашої ери. Походження килиму з Середньої чи Передньої Азії залишається дискусійним, проте на думку Барбари Бренд серед можливих місць походження розглядається Вірменія. 

### Середні віки

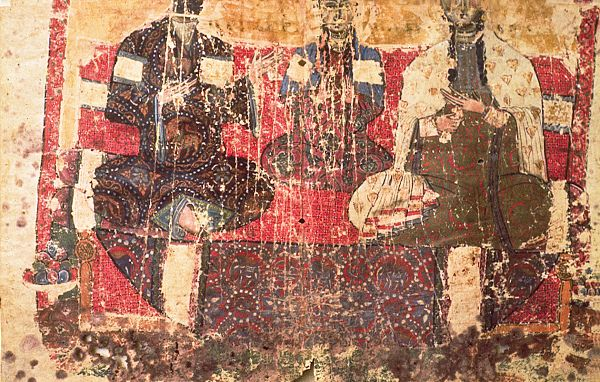
Вірменський цар Гагік Арцруні (908–943) з родиною (на килимі). Мініатюра у Євангелії XI століття

Середньовіччя є золотою добою вірменського килимарства, в цей час сформувався певний стиль, властивий вірменським килимам. До теперішнього часу збереглися лише невеликі фрагменти ранньосередньовічних вірменських килимів, які були виявлені в оправах вірменських манускриптів під час реставрації. Про те, як виглядали ці килими можна робити висновки також завдяки середньовічним рукописам, в яких є багато мініатюр з зображеннями килимів. Серед форм і стилів, властивих вірменським килимам Середніх віків, розрізняють:
- драконові килими (Вішапагорг) — килими з зображеннями драконів, дерева життя, птаха Фенікса, орнаментів у формі трикутників, зубчастих ромбів і символів вічності;
- орлині килими (Арцвагорг) — з символічними зображеннями орлів;
- зміїні килими (Оцагорг) — з зображеннями змій і зі свастикою у центрі.

Академік Микола Марр, який проводив розкопки середньовічної столиці Вірменії Ані, відзначав, що всередині осель заможних містян Ані:
|  | … окрім ніш, усе інше було гладким, оскільки домівку всередині обвішували чи вкривали килимами і візерунковими тканинами, з якими, безсумнівно, було складно з успіхом змагатися навіть англійським майстрами декоративного різьблення по камінню. Коли ми натрапляємо в Ані на сліди штукатурки і розписи стін та стелі приватних будинків, є підстави вважати, що зазвичай це сурогат, дешевий спосіб імітування справжнього багатого оздоблення кімнат килимами і тканинами, виготовлення яких у стародавніх вірмен, судячи за деякими даними, перебувало на високому ступені розвитку. Ця думка давно виникла, і розкопки 1912 року дають підстави її висловити. |

У 645 році на землі Вірменії вдерлися араби, і на країну була накладена данина, до складу якої, окрім іншого, входили 20 одиниць килимів, які мали підноситися халіфу кожен рік. Незважаючи на арабське панування в Середні віки Вірменія за Багратідів (IX–XI століття) переживає період економічного піднесення передусім завдяки широким торговим і економічним зв'язкам з країнами, що також перебували під пануванням та впливом арабського халіфату. Слава вірменських килимів і паласів, а також ремісничих виробів поширилася від царства камських болгар до Туркменістану, від Багдада до Константинополя. Арабський географ і мандрівник IX століття Ібн-Якубі повідомляв, що на замовлення халіфа Хішама у Вірменії були виготовлені килими і тканини. В хронології Симеона Метафраста згадується, що у 819 році болгари під час однієї з навал взяли у візантійців багаті трофеї, серед яких були дуже якісні вірменські пухнасті килими.

Вірменські торговці поширювали килими на базарах і ринках різних країн, у самій Вірменії за свідченнями низки авторів, серед яких Абу Дулафа (X століття), проводилися недільні ярмарки, де окрім інших товарів продавалися вірменські тканини з козячої шерсті, яка називалася бузйун, і килими.
Розквіту килимарства багато в чому сприяли чудові вірменські фарби, які надавали килимам неповторності і яскравих кольорів. Особливо відомою у стародавньому світі була червона фарба — кармін, яка виготовлялася з вірменської кошенілі — виду комах з ряду напівжорсткокрилих підряду кокцидових, наявного у великій кількості у Вірменії. Арабський автор X століття Ал-Істахрі, розповідаючи про місто Арташат, яке араби називали «Гарієтюль-крміз» (тобто «Місто фарби з червоного черв'яка» — від вірменської назви фарби «вордан кармір») відзначав: «В цьому місті виготовляються вовняні сукні і килими … та інші предмети вірменського виробництва. У них також видобувається фарба, що називається „кирміз“, і нею фарбують сукно. Я дізнався, що це черв'як, який пряде навколо себе на зразок шовковичного черв'яка». Інший арабський географ Ібн-Хаукаль, відвідавши столицю Вірменії місто Двін, яке араби називали Дабіль, також вказує на те, що вірменські килими фарбують спеціальною фарбою, говорячи, що в Дабілі виготовляють пухнасті і вовняні тканини для килимів, подушок, сидінь, шнурів та іншого роду вірменських витворів, пофарбовані кирмізом. Говорячи про міста Вірменії, він дає наступну характеристику вірменським виробам та їх значенню для міжнародних ринків Сходу:
|  | В цих містах і областях, що лежать між ними, є товари, предмети ввозу, різні сорти необхідних тварин, овець і тканини, що вивозяться в різні країни, відомі у них і славетні, як вірменські килими і шнури, виготовлені в Салмасі, що продаються від одного до десяти динарів за штуку, і нічого подібного до них немає в інших землях. |

Василь Бартольд в своїй праці відзначає, що вірменські килими були дуже популярними на сході, і в ті часи вважалося, що вірменські килими мали особливі властивості. В Хої, Беркрі, Арчеші, Тебризі, Хлаті, Нахічевані, Бітлісі, Кейсарії, Себасті, Карабаху та в інших населених вірменами містах і громадах виготовлялися «калі-карпети і карпети» (ворсові і безворсові килими). Історик XI століття Абу Саїд Гардізі, описуючи прийом Кадир-хана, говорить, що емір приносить як дарунок хану коштовні килими махфурі вірменські. Продукти виробництва вірменських ткачів користувалися міжнародною відомістю і високо цінувалися при дворах у різних країнах. Приміром, придворний перський учений і голова архіву Хілал ас-Сабі, описуючи одяг халіфа і речі, що його оточували, говорив, що подушка для трону і всі інші подушки в апартаментах халіфа виготовлені з вірменської тканини. Аль-Мукаддасі захоплювався вірменськими килимами і говорив: «Немає нічого подібного шнурам і килим, що у них виготовляються». Арабський автор Абд Абд ар-Рашид аль-Бакуві повідомляв, вірменські килимарі майстерні в оздобленні килимів.
В Середні віки продукти вірменського килимарства були настільки популярними, що вірменськими тканинами називали килими і все, що вироблене ткацтвом. Так, Ібн-Хаукаль у захопленні відзначав:
|  | … в Меранді, Тебризі, Дабілі і областях Вірменії виготовляються вірменські сидіння і килими, відомі під назвою «мехфур»; небагато схожого до них у всіх країнах, в яких обробка тканин походить на вірменську обробку… Що стосується творів, які називають «вірменськими тканинами», то це «бут», сидіння, килими, ковдри, килимки і подушки; не має подібних до них серед предметів землі з одного кінця в інший й у всіх напрямках. |

Посол арабського халіфату Ібн Фадлан, який здійснив подорож до країни поволзьких булгар, у своїй записці свідчить, що ще у 20-ті роки Х століття вірмени, що проживали у вірменській колонії на Волзі, займалися килимарством. Також згідно з його відомостями, підлога шатра царя камських булгар, що вміщав 1000 осіб, була повністю вкрита вірменськими килимами. Описуючи внутрішнє оздоблення юрти волзьких булгар у Х столітті, К. Руденко писав: «Оздоблення юрти було дещо іншим. Її підлогу устилали повстяним килимом, стіни також прикрашалися килимами, вовняними і повстяними. Особливо популярними були червоні вірменські килими».

## Галерея

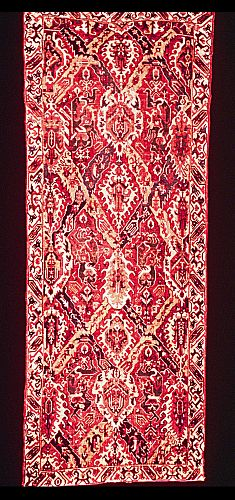
Вішапагорг (Драконовий килим), XVII ст., Музей Галуста Гюльбенкяна, Лісабон
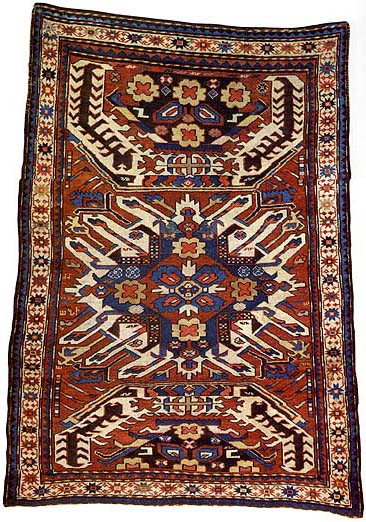
Вірменський килим з Карабаху з тканим надписом «Ані» вірменською мовою, 1850 рік
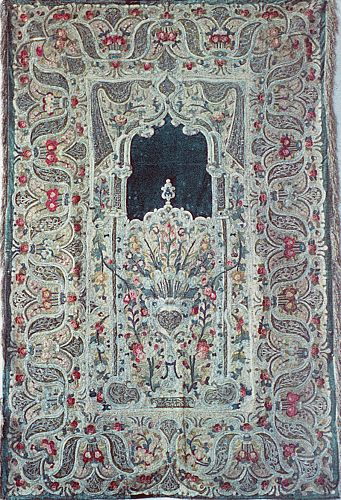
Вірменський вишитий килим, XVIII  ст., Скарбниця Католикосата, Вагаршапат
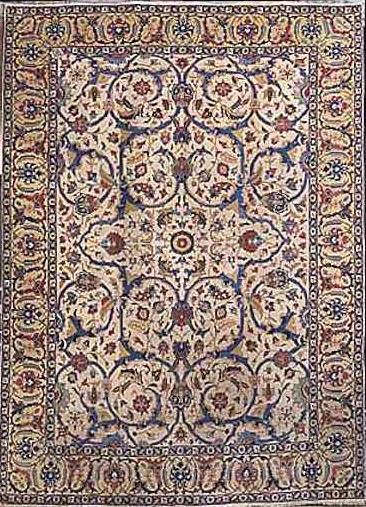
Тебріз, початок 20 століття
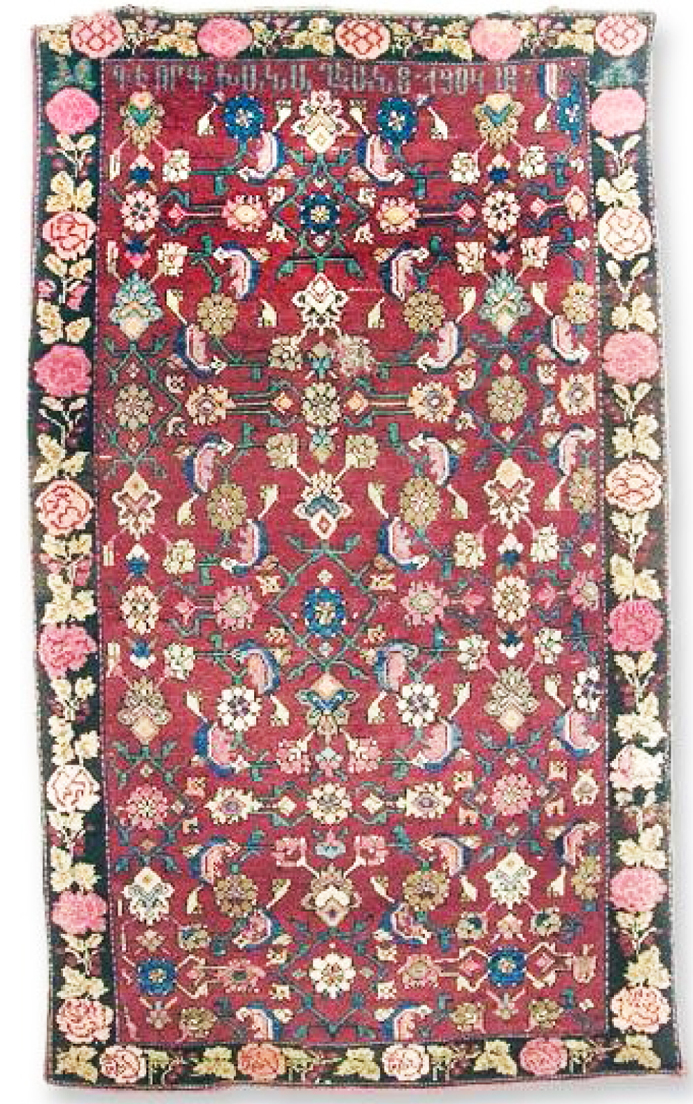
Карабаський килим з написом вірменською, 1904
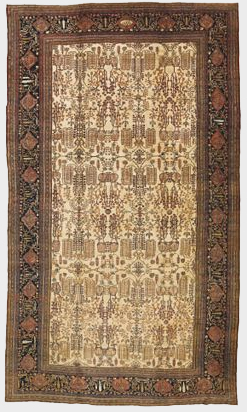
Арак, початок 20 століття